# Hovawart
Hovawart[Nota] é uma raça canina oriunda da Alemanha. É considerada uma antiga raça de trabalho alemã, cujo nome significa guarda de fazenda ou terreno. Sua aparência é descrita como poderosa, de porte médio, alongada e de pelagem comprida, que varia em três colorações - dourado, preto e preto e dourado. Sua utilidade enquanto animal de trabalho é versátil. Sua personalidade é classificada como meiga e sempre disposta; tem instintos protetor e de luta, sempre auto-confiante em suas habilidades.